# Parandalia capensis
Parandalia capensis är en ringmaskart som först beskrevs av Francis Day 1963.  Parandalia capensis ingår i släktet Parandalia och familjen Pilargidae. Inga underarter finns listade i Catalogue of Life.